# Bathyclarias longibarbis
Bathyclarias longibarbis és una espècie de peix de la família dels clàrids i de l'ordre dels siluriformes.

## Morfologia
Els mascles poden assolir els 76 cm de llargària total.

## Distribució geogràfica
Es troba a Àfrica: és una espècie de peix endèmica del llac Malawi.